# Lophocoleus rubrescens
Lophocoleus rubrescens är en fjärilsart som beskrevs av Robinson 1975. Lophocoleus rubrescens ingår i släktet Lophocoleus och familjen nattflyn. Inga underarter finns listade i Catalogue of Life.